# Kid Omega
Quintavius « Quentin » Quire, alias Kid Omega est un super-vilain évoluant dans l'univers Marvel de la maison d'édition Marvel Comics. Créé par le scénariste Grant Morrison et le dessinateur Frank Quitely, le personnage de fiction apparaît pour la première fois dans le comic book New X-Men #134 en janvier 2003.

## Biographie du personnage
Télépathe de niveau Oméga, Quentin Quire était également un esprit brillant. Ainsi, il conçut pour sa « camarade » Martha Johansson un système lui permettant de se déplacer. Mais son esprit ne supporta d'apprendre qu'il avait été adopté et, peu après l'avoir appris, il partit en croisade contre les humains, qu'il blâmait pour la mort de Jumbo Carnation, star mutante. 
À la tête de l'Omega Gang, il captura le Professeur X mais fut arrêté par les Astonishing X-Men. Son escapade coûta entre autres la vie à Dummy, un élève de la Classe Spéciale entièrement composé de gaz. Kid Omega fut alors incarcéré dans une cuve.
Lorsque la Force Phénix (en) ressuscita Jean Grey, Quentin parvint à s'échapper et apprit alors la mort de Sophie, une des Stepford Cuckoos, dont il était amoureux. Mais celle-ci avait été tuée par sa sœur Esmé. Il se mit alors en tête de pactiser avec le Phénix pour que l'entité la ressuscite. Il y parvint, mais Sophie était loin de partager ses sentiments et préféra revenir à la mort que de lui devoir la vie. Kid Omega fut capturé et remis dans sa cuve. 
Il fait aujourd'hui partie des prisonniers de Danger.

## Pouvoirs et capacités
Quentin Quire est un mutant et un télépathe de niveau Oméga, c'est-à-dire au potentiel quasi illimité. Il dispose par ailleurs d'une intelligence hors du commun.
En complément de ses pouvoirs, c'est un individu doté d'une force normale, comparable à celle d’un jeune homme de son âge et de sa constitution qui pratique de manière régulière des exercices physiques modérés.
- Kid Omega est capable de former et de penser à plus de 10 millions de concepts à la seconde. Par ailleurs, il semble capable de communiquer par la pensée sur de longues distances, de manipuler les fonctions corporelles d'autres personnes et de dresser un écran psychique lui permettant de se protéger des intrusions télépathiques[1].
- Lors de son retour, il a montré des dons de télékinésie.

En tant que membre du Gang Oméga, il utilisait un fouet comme arme.